# Acacia michelii
Acacia michelii är en ärtväxtart som beskrevs av Henry Hurd Rusby. Acacia michelii ingår i släktet akacior, och familjen ärtväxter. Inga underarter finns listade i Catalogue of Life.